# AMX International AMX
AMX — легкий тактичний турбореактивний штурмовик. У ВПС Бразилії має позначення A-1 Centauro (двомісний варіант — A-1B), у ВПС Італії — власне ім'я Ghibli (Гіблі).
У березні 2012 був представлений модернізований AMX A-1M для ВПС Бразилії. У вересні 2013 року Embraer передала ВВС Бразилії перший модернізований A-1M.

## Розробка
Розроблений італійськими та бразильською компаніями на замовлення ВПС Італії у 1980-ті роки. У консорціумі в рамках програми брали участь італійські компанії Alenia Aerospazio (46,5 %) та Aermacchi (23,8 %), а також Бразильська компанія Embraer (29,7 %). Програма з'явилася в 1978 році на запит італійських Військово-повітряних сил з метою створення одномісного та двомісного бойового літака для підтримки наземних операцій. У 1982 році Італією та Бразилією було підписано Меморандум про Розуміння, а згодом з'явилася і програма зі спільної розробки та виробництва легкого штурмовика. Усього було збудовано 7 прототипів. Серійне виробництво штурмовиків почалося в середині 1986 року. Перший серійний літак був представлений 29 березня 1988 на заводі в Турині.
Прийнятий на озброєння італійських Військово-повітряних сил 1988 року. Перші серійні літаки почали надходити до ВПС Італії у квітні 1989 року, а до ВПС Бразилії з 17 жовтня 1989 року. Усього було поставлено 192 серійних літаки, 155 одномісних та 37 AMX-T двомісних ВПС Італії та Бразилії. У 1998 році було підписано контракт на постачання 12 штурмовиків AMX-ATA для ВПС Венесуели.

## Модифікації
AMXЛегкий штурмовик.
AMX-TДвомісний навчально-бойовий літак.
AMX-ATAДвомісний легкий штурмовик. В 1998 замовлено для ВПС Венесуели, але через ембарго США контракт не реалізований.
AMX-R (RA-1)Легкий літак-розвідник на базі AMX для ВПС Бразилії. Переобладнано 15 літаків.
A-1MМодифіковані AMX BBC Бразилії: новий радар, навігаційне обладнання, нове скління кабіни.

## На озброєнні
- Італія — всього поставлено 110 AMX, 26 AMX-T та 4 прототипи. Станом на 2017 рік на озброєнні перебуває 63 AMX (A-11) та 8 AMX-T (TA-11).[3]
- Бразилія — всього поставлено 45 AMX, 14 AMX-T та 1 прототип. Станом на 2017 рік[4] на озброєнні перебуває 38 AMX (A-1), 11 AMX-T (A-1B), 4 AMX-R (RA-1).[4]

## Катастрофи та аварії
| Дата       | Бортовий номер | Місце катастрофи                           |     | Опис |
| ---------- | -------------- | ------------------------------------------ | --- | --- |
| 01.01.1984 | MMX594         | Казелле-Торинезе                           | 1/1 | Відмова двигуна під час зльоту. Пілот, забираючи літак від житлової забудови, пізно катапультувався і загинув.                    |
| 07.11.1990 | MM7108         | П'яченця                                   | 0/1 | Займання двигуна у повітрі, пілот катапультувався.                                                                                |
| 04.02.1992 | MM7113         | Гадзо-Веронезе                             | 0/1 | Відмова двигуна пілот катапультувався. Літак впав на сільську будівлю, в якій виникла пожежа. 1 місцевий мешканець отримав опіки. |
| 27.08.1993 | MM7137         | Північне море за 5 км від мису Блованн Хук | 1/1 | Літак впав у море під час навчань НАТО.                                                                                           |
| 07.09.1993 | MM7136         | Сан-Годенцо                                | 0/1 | Відмова двигуна пілот катапультувався.                                                                                            |
| 06.04.1994 | MM7109         | Гран-Сассо-д'Італія                        | 1/1 | Врізався в гору. |
| 09.01.1996 | MM7121         | Аркуата-дель-Тронто                        | 0/1 | Відмова двигуна пілот катапультувався.                                                                                            |
| 06.01.1997 | 5532           | Гонсалвіс                                  | 1/1 | Розбився під час випробувального польоту.                                                                                         |
| 24.01.1998 | 5516           | Бразилія                                   | 1/1 | Впав у море за 19 км від узбережжя.                                                                                               |
| 08.02.2001 | MM7188         | Тревізо                                    | 1/1 | Відмова двигуна, пілот загинув під час катапультування.                                                                           |
| 12.04.2001 | MM7187         | Адріатичне море                            | 1/1 | Впав у море, пілот загинув під час катапультування.                                                                               |
| 07.08.2001 | MM55028        | Гамбатеза                                  | 1/1 | Літак AMX-T зруйнувався у повітрі.                                                                                                |
| 25.03.2002 | 5556           | Бразилія                                   | 0/2 | Літак AMX-T (A-1B) розбився під час тренувального польоту, пілоти катапультувалися.                                               |
| 15.04.2002 | MM7181         | Тревізо                                    | 0/1 | Розбився, пілот катапультувався.                                                                                                  |
| 20.10.2005 | MM7140         | Сардинія                                   | 0/1 | Розбився після зльоту через ліхтаря, що довільно відкрився, пілот катапультувався.                                                |
| 25.11.2007 | MM55048        | Чемпінь                                    | 0/2 | Літак AMX-T розбився під час тренувального польоту через відмову двигуна, пілоти катапультувалися.                                |
| 06.12.2012 | 5540           | Піратуба                                   | 1/1 | Розбився. |
| 01.08.2014 | MM7115         | Каровілі                                   | 0/1 | Розбився під час випробувального польоту після модернізації пілот катапультувався.                                                |
| 26.01.2015 | MM7193         | Альбасете                                  | 0/0 | Згорів на стоянці авіабази після падіння на неї грецького F-16D. Усього було пошкоджено 5 літаків, загинуло 11 людей.             |

## Тактико-технічні характеристики
Основні характеристики
- Довжина: 13,23 м і 13,57 м[5]
- Висота: 4,55 м
- Розмах крила:

Льотні характеристики
Технічні характеристики
- Екіпаж: 1 особа
- Довжина: 13,23 м
- Розмах крила: 8,875 м

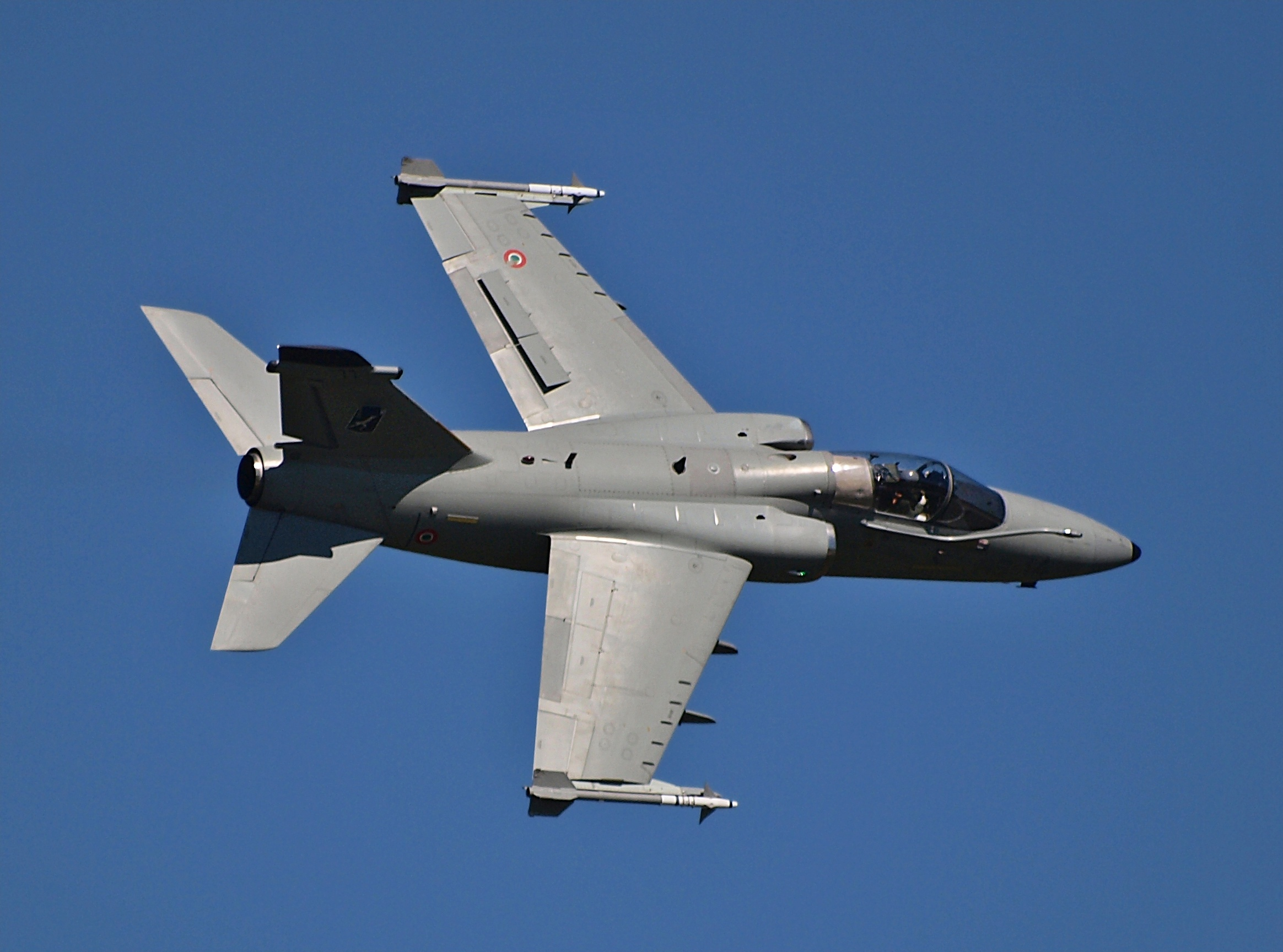

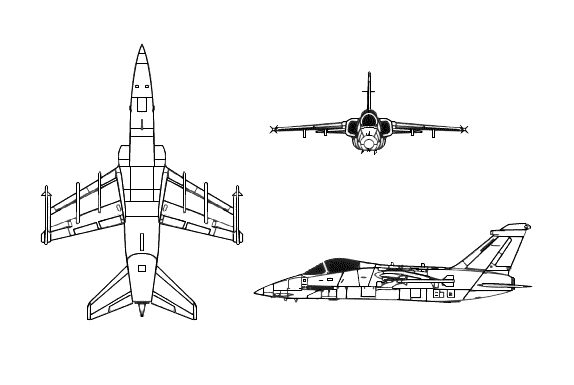
Проекції AMX

  - з ракетами на кінцях крила: 9,97 м
- Висота: 4,55 м
- Площа крила: 21,0 м²
- Коефіцієнт подовження крила: 3,8
- Коефіцієнт звуження крила: 0,5
- Стріловидність по передній кромці: 31°
- База шасі: 4,7 м
- Колія шасі: 2,15 м
- Маса порожнього: 7000 кг
- Нормальна злітна маса: 10750 кг (при типовому навантаженні)
- Максимальна злітна маса: 13000 кг
- Маса палива у внутрішніх баках: 220 кг
- Об'єм паливних баків: 3500 л (+ 2×1100 л і 2×580 л ПТБ)
- Силова установка: 1 × ТРДД Rolls-Royce RB 168 Sprey Mk 807
- Тяга: 1 × 49,1 кН

Льотні характеристики
- Максимальна швидкість:
  - у землі: 0,83 Маха
  - на висоті: 0,86 Маха на 9140 м (1053км/година)
- Бойовий радіус: 926 км (при максимальній злітній масі, політ за профілем велика-мала-велика висота)
- Перегінна дальність: 3333 км (з 2×1000 л ПТБ)
- Практична стеля: 12800 м
- Скоропідйомність: 52 м/с
- Навантаження на крило: 619,1 кг/м² (при максимальній злітній масі)
- Тягооснащеність: 0,38 (265 кг/кН) (при максимальній злітній масі)
- Довжина розбігу: 1442 м (при максимальній злітній масі)
- Довжина пробігу: 753 м (при максимальній посадковій масі)
- Максимальне експлуатаційне перевантаження: −3,0/+7,3 g

Озброєння
- Стрілково-гарматне:
  - 1×20 мм шестиствольна гармата M61A1 з 350 снарядами (для ВПС Італії) або 2×30 мм гармати DEFA 554 (для ВПС Бразилії)
- Точки підвіски: 5
- Бойове навантаження: 3800 кг різного озброєння